# Marcel Deschaseaux
Marcel Deschaseaux est un homme politique français, né le 16 janvier 1885 à Plombières-les-Bains (Vosges) et mort le 13 février 1977 à Remiremont.

## Biographie
Marcel Deschaseaux est le fils de Félix Deschaseaux, fabricant de broderies et hôtelier, et de Marie-Clémence Jeanvoine. 
Il commence sa carrière comme employé de la station thermale de Plombières à partir de 1904, puis ouvre un hôtel en 1912. Il est administrateur de la Compagnie des thermes de Plombières à partir de 1909 et devient en 1928 président du conseil d'administration puis président-directeur général de la Compagnie des Thermes de Plombières-les-Bains. Il occupe ce dernier poste jusqu'en 1967.
Il entre au conseil municipal de Plombières en 1910, puis devient maire de la ville en novembre 1924, à la suite de la mort le mois précédent du docteur Joseph Pelthier, maire depuis 1912. Il conserve ce mandat jusqu'en 1944. Il est élu en 1930 conseiller d'arrondissement, puis en octobre 1937 conseiller général du canton de Plombières-les-Bains, l’emportant au premier tour avec 62,4 % des suffrages exprimés, grâce notamment au soutien de l’élu sortant, le sénateur Maurice Flayelle. 
En mai 1939, il se présente comme candidat des droites à une élection législative partielle consécutive à l'élection au Sénat du député de la circonscription, Louis Gaillemin, et est élu au second tour le 28 mai. Il avait reçu l'investiture du Parti social français et différents comités républicains nationaux ainsi que les élus de l'arrondissement se sont ralliés à sa candidature le 13 mars 1939 lors d'une réunion à Remiremont. C'est un membre notoire du PSF. En 1938, en tant que maire, il avait mis à la disposition du PSF des locaux pour le congrès régional du parti, qui aurait dû avoir lieu à Remiremont mais qui venait d'être interdit dans cette localité. Il ne met pas en avant son appartenance partisane toutefois, se présentant comme « candidat d'union des nationaux contre le marxisme ». Mais ses adversaires de gauche font campagne sur son appartenance au PSF. Il bénéficie du soutien de Louis Gaillemin (proche du PSF), de François Valentin (Fédération républicaine), de la Fédération des catholiques vosgiens, du Télégramme des Vosges ou encore de l'officine patronale de Georges Laederich et du périodique qu'elle finance dans l'arrondissement, L'Industriel vosgien. Il lui manque une trentaine de voix pour atteindre la majorité absolue au premier tour, un candidat indépendant de gauche, parvenant à le mettre en ballottage. Il s'agit du docteur André Jacquot, médecin à Remiremont, membre de la Jeune République, qui a été vice-président du comité local du Front populaire, constitué en juillet 1936. Tous deux proclamaient leur soutien au président du conseil, Édouard Daladier,,.
Il devient le dixième député du PSF et adhère au groupe parlementaire du PSF à la Chambre des députés. 
Il vote en faveur de la remise des pleins pouvoirs au maréchal Pétain en juillet 1940. Il fait partie de la commission administrative des Vosges, qui remplace le conseil général. En 1943, il devient membre du conseil départemental.
Marcel Deschaseaux s'engage ensuite dans la Résistance en donnant des pièces d'identités à des Alsaciens et est arrêté par les Allemands en avril 1943, puis une seconde fois en août après sa libération sous conditionnelle. Il est interné au camp de Compiègne. Il parvient à s'évader en 1944 et regagne sa ville sitôt celle-ci évacuée. Réélu maire à la Libération, il est toutefois déclaré inéligible en 1945 et le jury d'honneur refuse de lever l'inéligibilité. Marcel Deschaseaux se retire alors définitivement de la vie politique.

## Décoration
- Croix de guerre 1914–1918 (2 citations)